# One (álbum de Mick Abrahams)
One fue un álbum lanzado en 1996 por el ex componente de los Jethro Tull Mick Abrahams.
El estilo del álbum puede encuadrarse dentro del blues acústico y del country y cuenta con la participación del líder de los Jethro Tull Ian Anderson, a la flauta, armónica y mandolina.

## Lista de temas
| #   | Título                                          | Autor           | Tiempo |
| --- | ----------------------------------------------- | --------------- | ------ |
| 1.  | "Driftin' Blues"                                | (Mick Abrahams) | 3:03   |
| 2.  | "Do Re Mi"                                      | (Mick Abrahams) | 3:08   |
| 3.  | "Mystery Train"                                 | (Mick Abrahams) | 2:43   |
| 4.  | "13 Question Method"                            | (Mick Abrahams) | 2:34   |
| 5.  | "Gnatz"                                         | (Mick Abrahams) | 2:28   |
| 6.  | "How Long Blues"                                | (Mick Abrahams) | 3:19   |
| 7.  | "My Uncle"                                      | (Mick Abrahams) | 2:03   |
| 8.  | "Jesus on the Mainline"                         | (Mick Abrahams) | 3:04   |
| 9.  | "Saunton Strut"                                 | (Mick Abrahams) | 2:38   |
| 10. | "How Can a Poor Man Stand Such Times and Live?" | (Mick Abrahams) | 3:09   |
| 11. | "Just Passing By"                               | (Mick Abrahams) | 1:43   |
| 12. | "Billy the Kid"                                 | (Mick Abrahams) | 5:01   |
| 13. | "Lawdy Miss Clawdy"                             | (Mick Abrahams) | 2:12   |
| 14. | "Old Mother Nicotine"                           | (Mick Abrahams) | 5:49   |
| 15. | "I Wanna Love You"                              | (Mick Abrahams) | 5:41   |
| 16. | "Could This Be the Woman in y..."               | (Mick Abrahams) | 4:29   |
| 17. | "Taste for Alcohol"                             | (Mick Abrahams) | 3:45   |
| 18. | "Whenever I See Her"                            | (Mick Abrahams) | 3:52   |
| 19. | "Houdini (canción)"                             | (Mick Abrahams) | 3:35   |
| 20. | "Saturday Matinee"                              | (Mick Abrahams) | 3:19   |
| 21. | "On and On"                                     | (Mick Abrahams) | 4:27   |